# Clipeopsilis belostoma
Clipeopsilis belostoma är en insektsart som beskrevs av Jacobi 1944. Clipeopsilis belostoma ingår i släktet Clipeopsilis och familjen sköldstritar. Inga underarter finns listade i Catalogue of Life.